# Рогачевский, Францишек
Франци́шек Рогаче́вский (пол. Franciszek Rogaczewski, 23 декабря 1892, Липинки, Куявско-Поморское воеводство — 11 января 1940, Штуттгоф, Поморское воеводство) — блаженный Римско-католической церкви, священник, общественно-политический деятель польской культуры в довоенном Гданьске (в то время — Данциг), мученик. Входит в число 108 блаженных польских мучеников, беатифицированных римским папой Иоанном Павлом II во время его посещения Варшавы 13 июня 1999 года.

## Биография
С 1913 по 1918 года обучался в Высшей Духовной семинарии в Пельплине. 16 марта 1918 года был рукоположён в священника, после чего был направлен в католический приход святого Томаша в Новом Месте Любавском. Основал организацию «Товарищество Католической Молодёжи». В 1920 году был направлен в Гданьск, где служил викарием в приходах Святейшего Сердца Иисуса, святой Бригиды и святого Иосифа.
Принимал активное участие в политической жизни вольного города Данциг. 25 ноября 1924 года вместе с группой польских священников основал политическую организацию «Католическая лига». Занимался пастырской работой с железнодорожными и почтовыми рабочими.
31 января 1930 года епископ Эдвард О’Рурк назначил его настоятелем строящегося храма Иисуса Христа — Царя Вселенной. С 1935 года занимался польскоговорящими приходами в Данциге. Францишек Рогачевский вместе с Брониславом Коморовским принял активное участие в открытии двух польских персональных в Данциге.
1 сентября 1939 года Францишек Рогачевский был арестован вместе с многочисленной группой польских политических и культурных деятелей, проживавших в Данциге. 2 января 1940 года был интернирован в концентрационный лагерь Штуттгоф.
Место и дата смерти точно не известны, предположительно Францишек Рогачевский был казнён 11 января 1940 года.

## Прославление
13 июня 1999 года был беатифицирован римским папой Иоанном Павлом II вместе с другими польскими мучениками Второй мировой войны.
День памяти — 12 июня.